# Özgür Gündem
Özgür Gündem (« Actualités libres » en français) était un quotidien turc d'informations. Fondé en 1992 à Istanbul, il publiait chaque jour des informations sur la situation des régions et de la population kurdes en Turquie et des reportages sur le conflit kurde en Turquie. Cette position critique lui a attiré l'inimitié du gouvernement. Il a été régulièrement accusé par les organes de l'État turc d'être « un instrument de propagande » du Parti des travailleurs du Kurdistan (PKK).
À la suite des nombreuses interdictions et saisies, le journal est contraint de changer plusieurs fois de nom. En avril 2011, il a repris son nom d'origine. En août 2016, il a été à nouveau interdit. 

## Histoire
Depuis 1988, plusieurs tentatives pour sortir une presse libre pro-kurde en Turquie se succèdent. Toplumsal Diriliş (Renaissance sociale) paraît entre 1988 et 1990. Puis le relais est pris par Halk Gerçeği (La réalité du peuple), puis par Yeni Halk Gerçeği (La nouvelle réalité du peuple), ensuite par Yeni Ülke (Le nouveau pays). Tous sont, à un moment ou à un autre, saisis ou interdits. Mais les équipes de journalistes ne se résignent pas, et, laissant tomber la formule hebdomadaire qui prévalait jusque là, se réunissent pour lancer, le 30 mai 1992, un quotidien.

### Répression
Özgür Gündem est d'emblée considéré par les autorités et par les médias turcs comme le porte-parole officieux du PKK, même si le journal s'est souvent montré critique à son égard. 
Le premier rédacteur en chef du journal était le journaliste turc Ocak Işık Yurtçu. Condamné pour 26 de ses articles, il passe les années 1994-1997 en prison. Il décédera en 2012. 
Le 10 décembre 1993, la police fait une descente dans les bureaux du journal à Istanbul. plus de 90 personnes sont arrêtées. Le lendemain, les bureaux du journal à Diyarbakır, Izmir, Adana, Mersin et dans d'autres villes sont aussi perquisitionnés et l'on procède à d'autres arrestations. 
Le 18 novembre 1993, la Cour de sûreté de l'État d'Istanbul entreprend une procédure d'interdiction de publier, qui devient effective le 14 avril 1994. La publication du journal est suspendue. 
Sur les 580 éditions du journal, 486 sont confisquées. Dix rédacteurs en chef du journal ont passé entre deux et six mois en prison préventive. Tandis que les peines de prison additionnées par Ocak Işık Yurtçu atteignent kes 20 ans, celles cumulées par le rédacteur en chef Şeyh Davut Karadağ atteignent 38 ans. Tout comme l’ancien propriétaire du journal, Yaşar Kaya, il choisit la voie de l'exil.  

### Özgür Ülke
Le 14 avril 1994, le journal est définitivement interdit par la Cour de sûreté de l'État pour « propagande séparatiste ». Le journal est alors remplacé par un  nouveau quotidien, Özgür Ülke (Le pays libre). Abdullah Öcalan, le président du Parti des travailleurs du Kurdistan, y signe des éditoriaux sous le pseudonyme d'« Ali Firat ». En neuf mois de parution, près de 300 poursuites judiciaires sont engagées contre le nouveau journal.   

### Attentats à la bombe
Le 3 décembre 1994, le bâtiment technique du journal à Istanbul, le bureau central de Cağaloğlu et le bureau d'Ankara explosent. Un employé de 32 ans, Ersin Yıldız, est tué, 23 autres collaborateurs sont blessés. Plusieurs années plus tard, la revue Tempo publie un document dans lequel le Premier ministre d'alors, Tansu Çiller, semble être l' instigatrice de la série d'attentats. D'après la commission d'enquête parlementaire qui suivra, Çiller aurait donné secrètement une directive, datée du 30 novembre 1994, où elle déclare « il faut mettre en œuvre au plus vite des méthodes de lutte efficaces contre  les publications comme Özgür Ülke qui soutiennent les organisations séparatistes » .
Le journal est contraint de fermer le 4 février 1995 par une décision de justice.

### Succession et interdictions
Le rôle du journal est repris par Yeni Politika (Nouvelle politique), quotidien fondé le 12 avril 1995. Mais celui-ci est suspendu seulement quelques mois plus tard, le 17 août 1995. D'autres titres se succèdent, Demokrasi (Démocratie) et Özgür Bakış (Libre regard), qui sont rapidement interdits eux aussi. Le journal Ülke Gündem est quant à lui frappé d'une amende de 40 milliards de livres turques en 1998, avant d'être fermé par une décision de justice pour une durée de 312 jours. À sa place est fondé le 27 mars 1998 le quotidien Ülkede Yeni Gündem (Nouvelle actualité du pays) qui sera interdit le 31 mars 2001.

### Depuis 2001
Le journal est enfin refondé sous son titre Özgür Gündem, le 14 avril 2011.
Le 16 août 2016, la publication du quotidien est « provisoirement » interdite par le tribunal, et la vingtaine de journalistes conduits en détention. Alors que certains d’entre eux seront libérés, la romancière et éditorialiste d’Özgür Gündem Aslı Erdoğan, Necmiye Alpay, membre du comité consultatif, la rédactrice en chef Zana Kaya et la rédactrice İnan Kızılkaya restent emprisonnées, au motif « d’association à un groupe terroriste » et « d’atteinte à l’unité nationale ».
Le journal censuré est alors rapidement remplacé par un journal numérique Özgürlükçü Demokrasi (« démocratie libertaire »), qui présente quotidiennement un éditorial des « amis d’Aslı ». Le site n’est pas accessible en Turquie.

## Principaux collaborateurs
- Ocak Işık Yurtçu (1945-2012)
- Şeyh Davut Karadağ
- Yaşar Kaya (1938-2016)
- Suzan Samanci (née en 1962), écrivain
- Ersin Yıldız (tué en 1994), collaborateur technique